# Trittye
Dans l’Athènes antique, les 139 dèmes (quartiers, villages) sont répartis en 30 arrondissements nommés trittyes, signifiant plus ou moins « triades » et comprenant chacune 3 ou 4 dèmes.

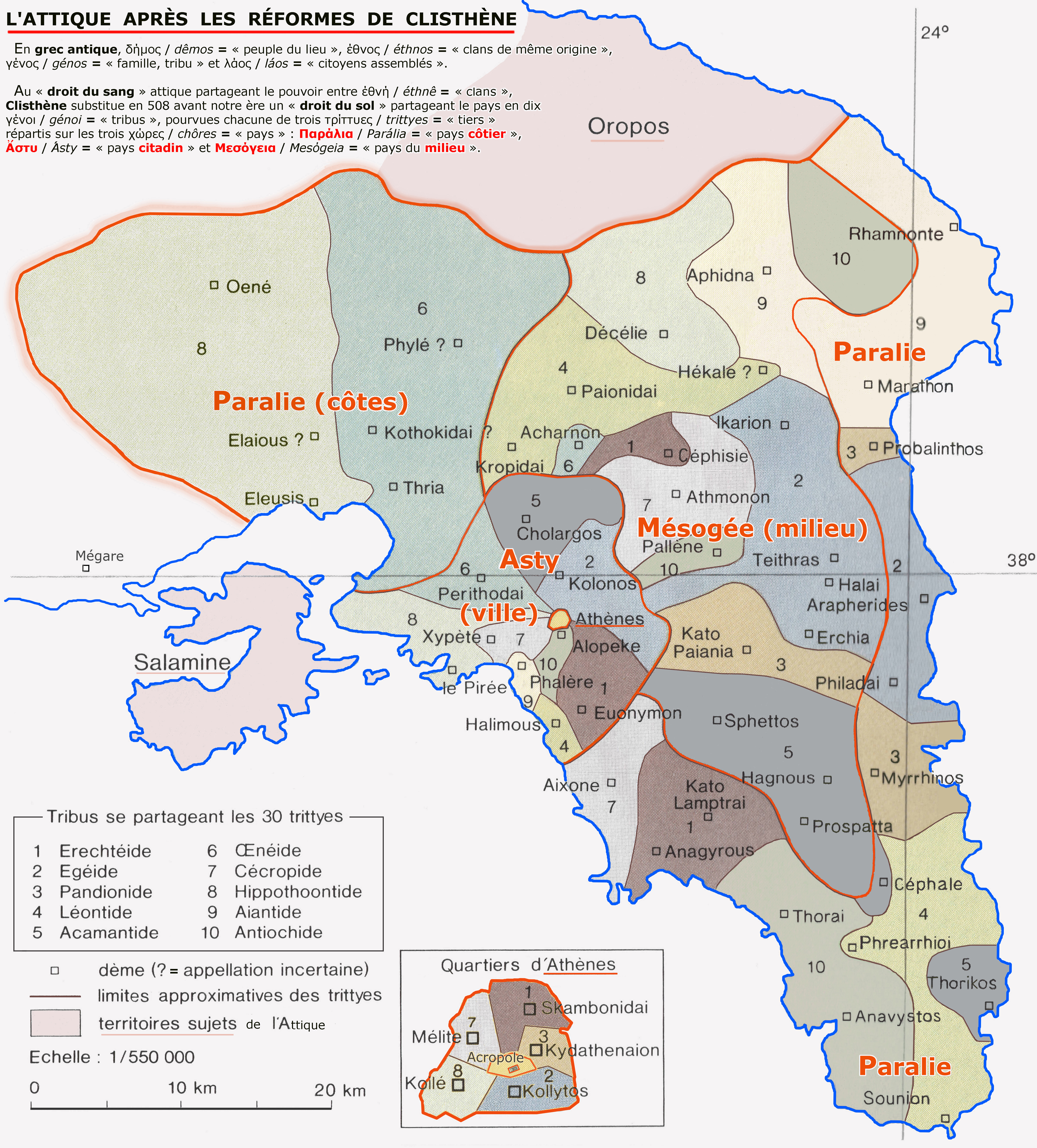
Organisation de l'Attique avec les dix "tribus", les trois "pays", les trente trittyes et les dèmes.

Les 30 « trittyes » sont réparties sur les 3 « pays » de l’Attique (χώρες - chôres) : chaque « pays », soit la ville d’Athènes (ἄστυ - asty) et ses environs immédiats, le territoire littoral (παράλια - paralia) et enfin les zones rurales de l’intérieur (μεσόγεια - mésogée) compte 10 trittyes chacun, attribuées aux 10 tribus attiques. Ainsi chaque tribu possède et gère 3 « trittyes », une de chaque « pays », de manière à avoir des ressources complémentaires, artisanales-commerciales, côtières-maritimes et agricoles.
Le dème est la plus petite unité territoriale, la base de tout le système politique d’Athènes, et un citoyen athénien libre de sexe masculin est un « démote » attaché à un dème selon de droit du sol. Le chef du dème est un « démarque » (δημάρχος, mot qui en grec moderne désigne un maire). Les Athéniens sont appelés par leur « démotique » c’est-à-dire par le nom de leur dème qui leur sert de patronyme (par exemple, Ἀρίσταρχος Θορικός - Aristarque Thorikos).
Chaque tribu envoyait 50 de ses membres à la Boulè soit 500 députés : les bouleutes, qui assuraient durant un mois (36 jours) la charge de Prytane. Parmi ces Prytanes, les membres d’une même « trittye » assuraient durant une journée la surveillance de la Tholos : c’est là le seul rôle politique que l’on connaisse à la « trittye ».